# Eli'ezer Ronen
Eli'ezer Ronen (hebrejsky: אליעזר רונן, rodným jménem אליעזר רוזנפלד, Eliezer Rosenfeld, * 24. září 1931 – 17. března 2016) byl izraelský politik a poslanec Knesetu za strany Ma'arach, Mapam a opět Ma'arach.

## Biografie
Narodil se v Ciudad de México v Mexiku. V roce 1952 přesídlil do Izraele. Navštěvoval židovskou školu v Mexiku a francouzskou školu Marlos. Vystudoval Hebrejskou univerzitu, obor ekonomie, politologie a management.

## Politická dráha
V mládí se v Mexiku stal koordinátorem tamní odbočky sionistického mládežnického hnutí ha-Šomer ha-Ca'ir. Zasedal v předsednictvu Federace sionistické mládeže v Mexiku. Po přestěhování do Izraele pracoval v letech 1952–1962 ve výzkumném oddělení izraelské centrální banky. V roce 1966 působil ve vodárenské společnosti Tahal. V letech 1966–1972 zasedal v městské samosprávě v Jeruzalému. V letech 1972–1981 předsedal firmě Carta zaměřené na rozvoj centra Jeruzaléma. Roku 1965 se stal členem ústředního výboru strany Mapam, roku 1968 i jejího sekretariátu.
V izraelském parlamentu zasedl po volbách v roce 1973, do nichž šel za formaci Ma'arach. V průběhu funkčního období dočasně přešel do samostatného poslaneckého klubu strany Mapam, aby se pak opět vrátil do Ma'arach. Byl členem výboru pro ústavu, právo a spravedlnost, výboru pro záležitosti vnitra a životního prostředí a výboru finančního. Ve volbách v roce 1977 mandát neobhájil. V roce 1993 se stal předsedou strany Mapam.